# 有富慶二
有富 慶二（ありとみ けいじ、1940年7月25日 - ）は、日本の実業家。ヤマトホールディングス前会長。栃木県出身。

## 来歴
- 1940年　栃木県に生まれる。
- 1959年　栃木県立栃木高等学校卒業。
- 1963年　中央大学法学部卒業。大和運輸入社。
- 1989年　ヤマト運輸取締役に就任。
- 1995年　ヤマト運輸常務取締役に就任。
- 1997年　ヤマト運輸代表取締役社長に就任。
- 2003年　ヤマト運輸代表取締役会長に就任。
- 2005年　ヤマトホールディングス代表取締役会長兼社長に就任。
- 2006年　ヤマトホールディングス取締役会長に就任。
- 2007年　パルコ社外取締役に就任。
- 2010年　ヤマトホールディングス取締役会長を退任し相談役。